# Akutagawa Ryūnosuke
Akutagawa Ryunosuke (芥川 龍之介 (Giới Xuyên Long Chi Giới) Akutagawa Ryunosuke) (1892-1927) là nhà văn cận đại Nhật Bản nổi tiếng với thể loại truyện ngắn, là thủ lĩnh của văn phái Tân hiện thực (shingenjitsushugi) Nhật Bản, một khuynh hướng dung hòa được những tinh hoa lý trí của chủ nghĩa tự nhiên (shizenshugi) và sắc màu lãng mạn phóng túng của chủ nghĩa duy mỹ (tanbishugi), thể hiện một phong cách riêng biệt hòa trộn giữa hiện thực và huyền ảo bằng bút pháp hoa mỹ mà súc tích. Akutagawa cũng đồng thời là cây bút chủ đạo của tạp chí Tân tư trào (Shinshichō) cùng những cộng sự như Kikuchi Kan, Kume Masao, Yamamoto Yuzō, Toyoshima Yoshio, một tạp chí với tôn chỉ và hành động nhằm thúc đẩy việc thiết lập chế độ dành mọi ưu tiên về tự do và no ấm cho giai cấp bình dân.

## Đầu đời
Akutagawa Ryūnosuke sinh ra tại Tokyo vào ngày 1 tháng 3 năm Minh Trị thứ 25 (1892), là con thứ ba của cha Niihara Toshizō và mẹ Niihara Fuku (nhũ danh Akutagawa), trong một gia đình người Nhật vẫn giữ nguyên nề nếp gia phong cũ thời Tokugawa, xa lạ với những đổi thay theo mô hình phương Tây đang là trào lưu của xã hội Nhật Bản đương thời. Tên gọi Ryūnosuke được đặt cho ông có chữ Ryū (龍, Long), do ông sinh vào giờ Thìn, ngày Thìn, tháng Thìn và năm Thìn. Mới 9 tháng tuổi, mẹ đẻ của ông mắc bệnh tâm thần, ông được người bác bên họ mẹ ở miền Tây nước Nhật là Akutagawa Dōshō nhận nuôi và mang họ Akutagawa, và từ đây ông đã lớn lên trong một môi trường thủ cựu còn ham chuộng Nho giáo, văn hóa Trung Quốc hơn những tiến bộ khoa học kỹ thuật châu Âu.
Thời tiểu học của nhà văn được thấm đẫm trong văn chương Nhật Bản và Trung Quốc cổ điển và cận đại với những tác giả như Ikkyu, Suikoden, Saiyu-ki, Chikamatsu Monzaemon, Izumi Kyoka v.v. Học xong tiểu học, vào trung học ông đã tỏ rõ sở trường của bản thân là sự am hiểu sâu sắc về văn hóa cổ điển Hoa-Nhật, có đủ trình độ để đọc được nguyên tác thơ văn của Trung Quốc. Tuy nhiên, dần dần sự hiểu biết văn chương cận đại của ông ngày càng mở rộng với việc tiếp cận tác phẩm của những nhà văn Nhật Bản đương thời như Mori Ogai (1862-1922), Natsume Soseki (1867-1916) và các nhà văn Tây phương như Anatole France, Baudelaire, Strindberg v.v.
Ông vào học trường Trung học số 1 năm 1910, và bắt đầu phát triển quan hệ với những bạn học như Kikuchi Kan, Kume Masao, Yūzō Yamamoto và Bunmei Tsuchiya, tất cả những người này sau đó đều trở thành nhà văn. Năm 1913, Akutagawa Ryūnosuke vào học Đại học Văn học Tokyo ban văn học Anh.
Khi còn đang là sinh viên, ông đã dự định kết hôn cùng người bạn thời thơ ấu của mình, Yoshida Yayoi, nhưng không được gia đình chấp thuận. Năm 1916, Akutagawa đính hôn cùng Tsukamoto Fumi và kết hôn vào năm 1918. Họ có ba đứa con: Akutagawa Hiroshi (1920–1981), một diễn viên; Akutagawa Takashi (1922–1945), bị giết khi đang là học viên phục vụ trong quân đội ở Myanmar và Akutagawa Yasushi (1925–1989), một nhạc sĩ.
Trong năm 1916, Akutagawa tốt nghiệp cử nhân văn chương và đi dạy tiếng Anh tại trường Kĩ thuật Cơ khí Hải quân, trước khi từ bỏ công việc và dấn thân vào nghiệp văn chương.

## Sự nghiệp
Từ năm 1914 những hoạt động văn nghệ của ông manh nha với việc dịch tác phẩm của Anatole France và Yeats, đồng thời bắt đầu xuất hiện trên văn đàn qua những tác phẩm viết cho tạp chí Shinshichō. Truyện ngắn đầu tiên của ông được đăng trên tạp chí này là Tuổi già (Ronen, 1914). Liền sau đó, ông xuất hiện với hai tác phẩm mang lại cho ông tiếng tăm lớn, được nhà văn Natsume Soseki mà tên tuổi đã lừng danh trong những cây bút trẻ giai đoạn này ca ngợi hết sức, truyện Lã Sinh Môn (Rashomon, 1915) và Cái mũi (Hana, 1916). Cảm hứng và năng khiếu viết văn bột phát với một loạt tác phẩm được ông đăng liên tiếp sau đó như Một cảnh địa ngục quạnh hiu, Cháo khoai (Imogayu, 1916), Chiếc khăn tay,...
Trong năm 1916, sau khi tốt nghiệp và đi dạy, vì không thích công việc này nên Akutagawa chuyển sang cộng tác với tờ Osaka Mainichi và trong năm 1921 ông được tòa báo phái đi Trung Quốc. Ở đây, ông đã có những chuyến viễn du đến rất nhiều nơi trong lục địa. Những năm này ông cho đăng nhiều tác phẩm, trong đó hay nhất là những truyện Ảo thuật (Majutsu, 1919), Tấm lòng trinh bạch của Otomi, Sợi tơ nhện (Kumo no ito, 1918), Phong cảnh núi thu (Shuzanzu, 1921), Trong rừng trúc (Yabu no naka, 1922).
Sức khỏe suy sụp với rất nhiều bệnh tật như suy nhược thần kinh có lẽ ảnh hưởng di truyền từ người mẹ đã được chẩn đoán bị điên, bệnh ung thư dạ dày, bệnh đường ruột, bệnh tim,... nhưng Akutagawa vẫn thể hiện một bút lực mạnh mẽ. Từ năm 1923 giọng văn của ông thay đổi, chuyển hướng từ khuynh hướng lấy đề tài và tài liệu trong quá khứ với sáng tác chủ yếu do trí tưởng tượng của ông làm sống lại sang khuynh hướng hiện thực sát với đời sống, và thường là tự truyện như Cuốn sổ tay của Yasukichi, Một mảnh đất, Cuộc sống đầu đời của Daidōji Shinsuke (Daidōji Shinsuke no hansei, 1925).
Trong năm 1926, Akutagawa Ryūnosuke viết ít và thay đổi chỗ ở thường xuyên để an dưỡng. Năm 1927 ông như bừng dậy với sức sáng tạo mạnh mẽ khi viết Cuộc đời một kẻ ngốc (Aru ahō no isshō, 1927), Mùa thu (Aki, 1927), Biệt thự Genkaku (Genkaku sanbo, 1927) và truyện vừa trào phúng nổi danh Kappa viết về loài thủy nhân không có thật Kappa, nhưng chủ yếu ngầm ý nhằm đả kích mặt trái của xã hội chủ nghĩa dạng bầy đàn và chính sách kiểm duyệt mà xã hội này thực thi.
Vào cuối cuộc đời của mình, mệt mỏi với nỗi bất an thường trực do dao động trước những biến cố xã hội dưới sức ép chủ nghĩa Marx ảnh hưởng sâu rộng trong giới trí thức Nhật Bản đương thời, phần do sức khỏe suy sụp vì suy nhược thần kinh, Akutagawa bắt đầu bị ảo giác thị giác và rơi vào lo lắng vì nỗi sợ hãi rằng ông đã thừa hưởng chứng rối loạn tâm thần của mẹ mình. Năm 1927, ông đã cố gắng tìm tới cái chết cùng với một người bạn của vợ mình nhưng không thành. Ông cuối cùng đã tự tử bằng cách uống quá liều Veronal, một loại thuốc ngủ được Mokichi Saitō đưa cho ông, vào rạng sáng ngày 24 tháng 7 cùng năm, khi mới chỉ 35 tuổi. Những lời cuối cùng trong di chúc của ông nói rằng ông cảm thấy một sự "bất an mơ hồ" (ぼんやりした不安 bon'yari shita fuan) về tương lai. Ông để lại một loạt những di cảo như Những thư gửi cho một người bạn thâm giao, Bộ bánh xe răng cưa (Haguruma, được xuất bản sau khi ông mất), Người phương Tây. Cái chết của ông ít nhiều phản ánh thân phận bi thảm của giới trí thức trong xã hội Nhật Bản đầy bất trắc đương thời, gây xúc động sâu xa trong giới văn học. Hàng loạt bài trên trang nhất các tờ báo Nhật Bản đã đăng tin về cái chết của ông.

## Thành tựu nghệ thuật

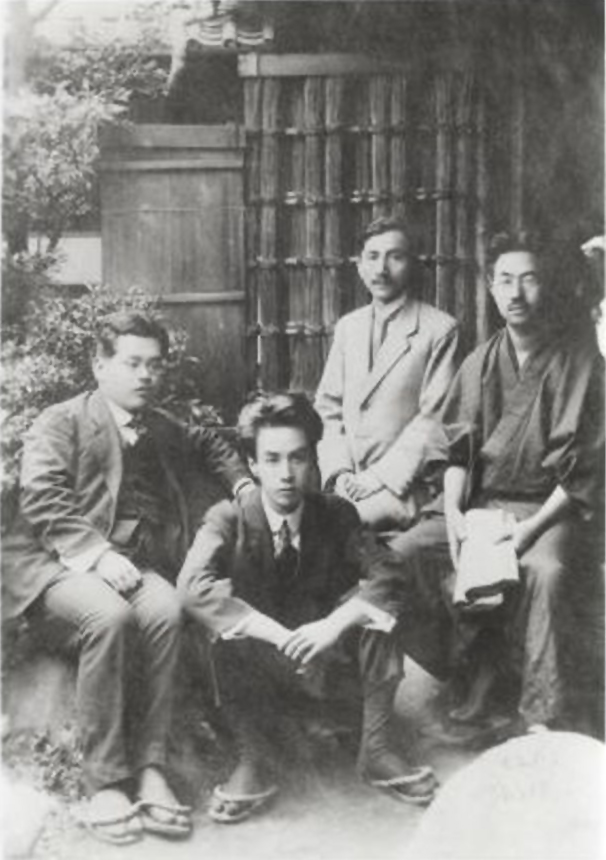
Hình chụp năm 1919: Akutagawa Ryūnosuke ngồi thứ nhì từ trái sang, người ngồi trái ngoài cùng là Kan Kikuchi

Là một cây bút kiệt xuất với trên 140 tác phẩm thuộc thể loại truyện ngắn và các bài phê bình, trong khoảng mười năm trước khi tự tử ở tuổi 35, Akutagawa đã đưa ra những sáng tác hiện thực mà sự đa dạng về nội dung và hình thức của chúng lớn hơn bất cứ tác phẩm của nhà văn nào cùng thời với ông, phản ánh sự nhạy cảm nội tâm và chiều sâu tri thức của một người am hiểu sâu sắc văn học Nhật Bản truyền thống, văn học Trung Hoa cổ điển và tư tưởng phương Tây hiện đại. Những sáng tác của Akutagawa trải rộng đề tài trên rất nhiều bình diện xã hội:
- Cái mũi (Hana, 1916), Tuổi già (Ronen, 1914), Bức bình phong địa ngục (Jigokuhen, 1918), Cháo khoai (Imogayu, 1916), và truyện ngắn sau này chuyển thể thành kịch bản điện ảnh cùng tên La Sinh Môn (Rashomon, 1915) lấy bối cảnh và đề tài từ truyền thống;
- Tiệc khiêu vũ (Butokai, 1920), Con nộm (Hina, 1923) nói về sự tiếp thu văn minh Âu Tây thời kỳ Minh Trị;
- Cái chết của một con chiên (Hōkyonin no shi, 1918), Truyện thánh Christopher (Kirishitohoro shōninren, 1919) viết về thời người ngoại quốc đến truyền giáo;
- Hứng sáng tác (Gesaku sammai, 1917), Cánh đồng khô (Karenoshō, 1918) tái họa đời sống sáng tạo của các nghệ sĩ;
- Tập truyện Sợi tơ nhện (Kumo no ito, 1918), Cậu bé Đỗ Tử Xuân (Toshishun, 1920) mượn đề tài Phật giáo Ấn Độ và Trung Hoa thời nhà Đường;
- Tiểu thuyết trào phúng Kappa (Kappa, 1927), truyện ngắn Ngôn từ của người lùn (Shuju no kotoba, 1923-1925) phê phán các chính sách kiểm soát báo giới của nhà cầm quyền đương thời;
- Cuộc sống đầu đời của Daidōji Shinsuke (Daidōji Shinsuke no hansei, 1925), Cuộc đời một kẻ ngốc (Aru ahō no isshō) sử dụng phong cách tự thuật,...

Những sáng tác trên, với khả năng trực giác nhạy bén, phạm vi quan tâm rộng lớn, phần lớn mang văn phong mỉa mai và gợi tả sâu sắc theo khuynh hướng tân hiện thực, phản ánh tinh thần chống chủ nghĩa quân phiệt, chủ nghĩa quốc gia và tự do chủ nghĩa của tác giả. Sau khi ông mất, những nhà văn kế tục sự nghiệp của văn phái, đã dần hướng những sáng tác tân hiện thực đến những thành tựu mới, quan tâm sâu sắc hơn đến những người cần lao, góp phần hình thành khuynh hướng văn học Nhật Bản vị nhân sinh ở giai đoạn sau.

## Các bản dịch tiếng Việt
- Thân phận con người, Diễm Châu dịch, Tập san Văn xuất bản, Sài Gòn, 1966 (nguyên tác Kappa).

## Giải thưởng Akutagawa Ryunosuke
Năm 1935, một người bạn của Akutagawa Ryūnosuke, nhà văn kiêm chủ xuất bản tạp chí Shinshichō tên là Kikuchi Kan (1888-1948), đã sáng lập ra giải thưởng văn học thường niên mang tên Akutagawa Ryūnosuke trao cho các nhà văn trẻ tuổi sáng tác được những tác phẩm có giá trị văn học cao. Giải thưởng mang tên ông từ hơn 50 năm nay vẫn là một danh dự tối cao đối với người cầm bút Nhật Bản.